# Olympique de Marseille (basket-ball féminin)
Pour les articles homonymes, voir Olympique de Marseille (homonymie).
L'Olympique de Marseille est un ancien club français de basket-ball féminin. Il s'agit d'une des sections du club omnisports de l'Olympique de Marseille.

## Histoire
Le club évolue dans le championnat de Provence dans les années 1920 et 1930, et dispute la finale du championnat du Littoral le 15 avril 1928 contre le CASG Marseille au Stade Fernand-Bouisson. L'OM participe au championnat national lors de la saison 1938-1939.
Au début de la saison 1954-1955, alors que la section de basket-ball masculin disparaît, l'Olympique de Marseille décide de miser sur le basket féminin et recrute l'internationale Jacqueline Biny, qui devient capitaine de l'équipe, et à l'entraîneur Marcel Biny. L'OM est champion de France honneur (troisième division) en 1955, battant en finale le RACC Nantes sur le score de 63 à 34, à Bordeaux.
Les Marseillaises atteignent la finale de la Coupe de France en 1958. Lors de cette même année, l'OM atteint les quarts de finale du Championnat de France de basket-ball féminin où il sera éliminé par le Paris Université Club. En 1960, l'OM est éliminé en huitièmes de finale de la Coupe de France par le FC Lyon.

## Palmarès
- Champion de France honneur (troisième division) en 1955
- Finaliste de la Coupe de France en 1958

## Bilan saison par saison
| Saison    | Division                 | Classement/Tour final      | Coupe de France         |
| --------- | ------------------------ | -------------------------- | ----------------------- |
| 1947-1948 | Honneur (D3)             | 3e tour                    | Compétition inexistante |
| 1948-1949 | Départemental Excellence |                            | Compétition inexistante |
| 1949-1950 | Honneur (D3)             | Premier tour               | Compétition inexistante |
| 1950-1951 | Honneur (D3)             | 64e de finale              | Compétition inexistante |
| 1951-1952 | Honneur (D3)             |                            | Compétition inexistante |
| 1952-1953 | Honneur (D3)             |                            | Compétition inexistante |
| 1953-1954 | Honneur (D3)             |                            | Compétition inexistante |
| 1954-1955 | Honneur (D3)             | Champion                   | Compétition inexistante |
| 1955-1956 | Excellence (D2)          | 1/2 finale                 | Compétition inexistante |
| 1956-1957 | Nationale (D1)           | 3e Groupe D                | 1/4 de finale           |
| 1957-1958 | Nationale (D1)           | 1er Groupe B 1/4 de finale | Finale                  |
| 1958-1959 | Nationale (D1)           | 5e Groupe B                | Compétition inexistante |
| 1959-1960 | Nationale (D1)           | 2e Groupe C 1/4 de finale  | 1/8 de finale           |
| 1960-1961 | Nationale (D1)           | 2e Groupe B 1/2 finale     | Compétition inexistante |

## Anciennes joueuses
Arlette Rustichelli-Borel et Jacqueline Biny, internationales françaises, ont toutes deux évolué à l'Olympique de Marseille,.